# 卷叶冷蕨
卷叶冷蕨（学名：Cystopteris modesta）为蹄盖蕨科冷蕨属下的一个种。

## 扩展阅读
- 維基物種上的相關：卷叶冷蕨